# Marina Ivanovna Cvetajeva
Marina Ivanovna Cvetajeva (ruski Марина Ивановна Цветаева; Moskva, 1892. – Jelabuga, 1941.) bila je jedna od najoriginalnijih ruskih i sovjetskih pjesnikinja. Uz poeziju pisala je drame i eseje.

## Djela
- "Ono što je bilo", Naklada Breza, Zagreb, 2005., ISBN 953-7036-26-X
- "Pesme i poeme", Zagreb, 1990.